# Cinnamomum amplifolium
Cinnamomum amplifolium là loài thực vật có hoa trong họ Nguyệt quế. Loài này được (Mez & Donn.Sm.) Kosterm. miêu tả khoa học đầu tiên năm 1961.